# 卡斯蒂利奥内宫

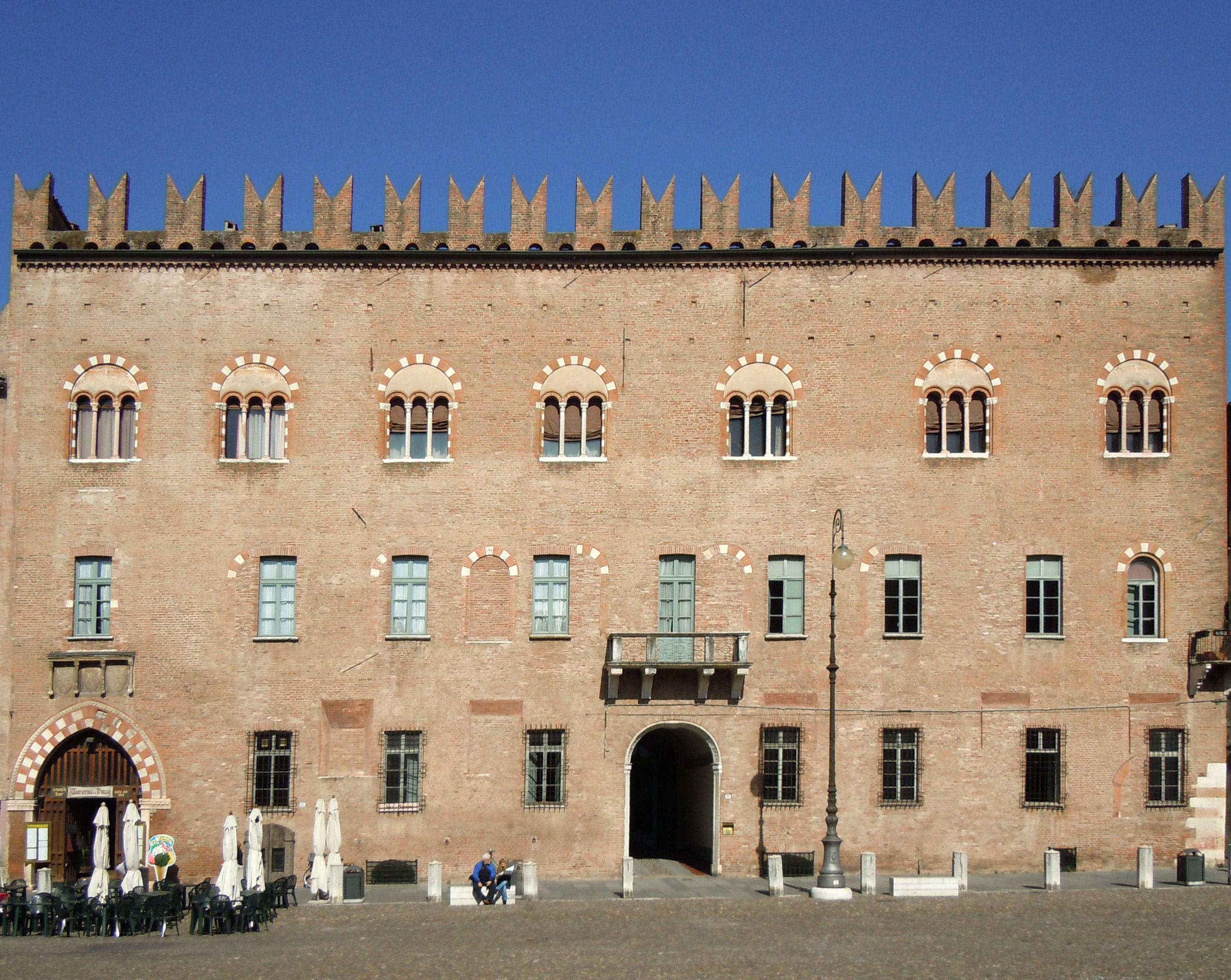

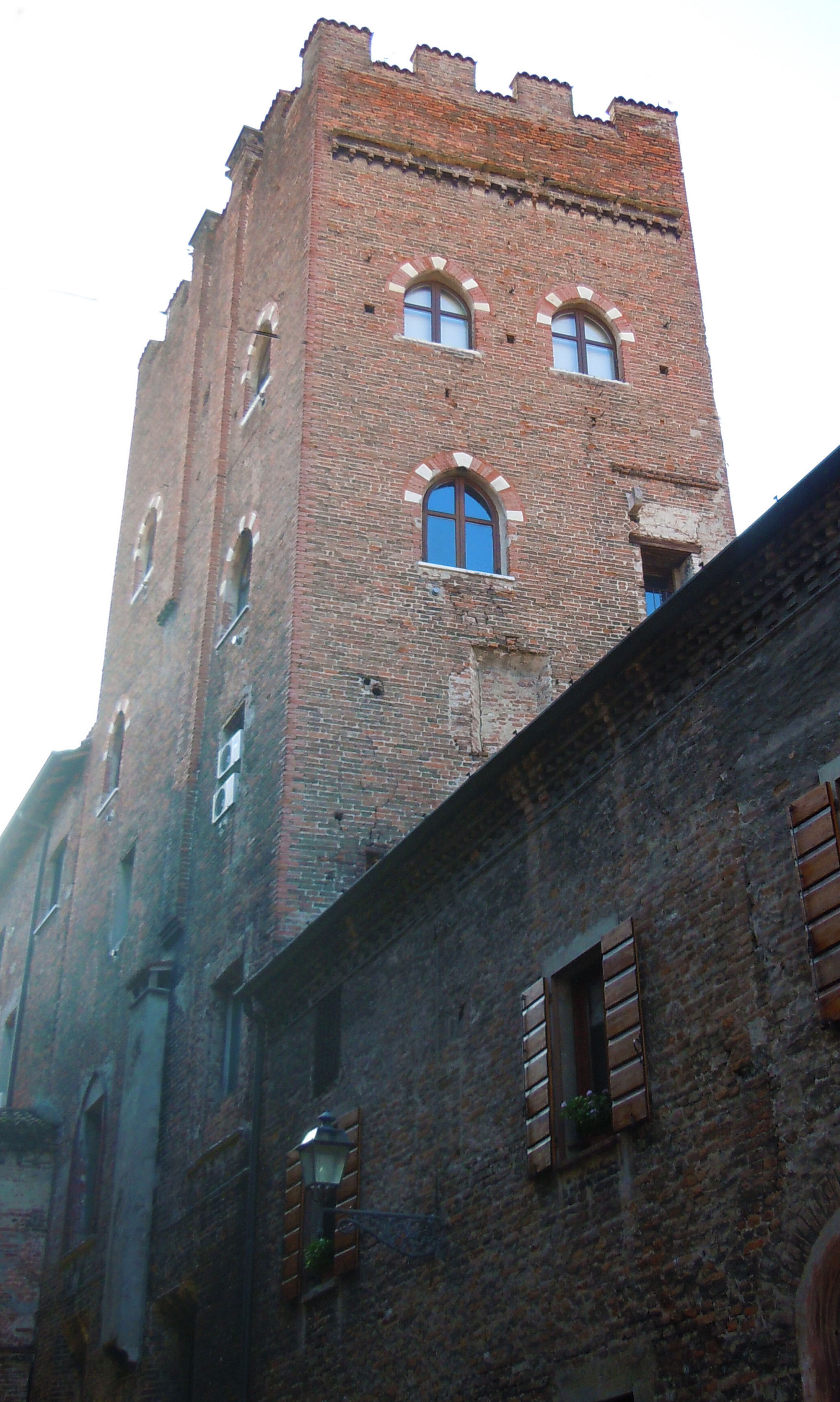

卡斯蒂利奥内宫（Palazzo Castiglioni/Bonacolsi）原名博纳科尔西宫（Palazzo Bonacolsi）是意大利北部曼托瓦的一座历史建筑，位于 曼托瓦公爵宫前的索尔代洛广场。
博纳科尔西家族在十三世纪统治曼托瓦，直到1328年8月16日，被贡扎加家族支持的叛乱推翻。该宫殿遂成为贡扎加家族的产业。
博纳科尔西宫在十八世纪初被卡斯蒂利奥内家族买下，此后称为卡斯蒂利奥内宫。卡斯蒂利奥内家族自10世纪一直是伦巴第最重要的贵族家庭之一，大多数成员住在米兰: 曼托瓦分支起源于1440年，《廷臣论》的作者巴尔达萨雷·卡斯蒂利奥内的祖父。
45°09′36″N 10°47′47″E / 45.16000°N 10.79639°E